# 桂格·布萊登
桂格·布萊登（英語：Gregg Braden，1954年6月28日—）是美國新紀元作家。出生於密蘇里州，早年曾當過太空電腦系統設計師、電腦地質師和技術操作經理。他花了多年時間研究如何將靈性和科學結合。
布萊登因聲稱地球的磁極即將反轉而聞名。他認為地球磁場的變化可能會對人類DNA產生影響。他還主張人類的情感會影響DNA、集體祈禱可能具有治癒效果。
2009年，其著作《Fractal Time》成為《紐約時報》暢銷書。

## 外部連結
- 官方网站
- 桂格·布萊登的Facebook專頁
- 桂格·布萊登的X（前Twitter）
- 桂格·布萊登在互联网电影资料库（IMDb）上的資料（英文）